# 科諾什夫卡
50°48′21″N 31°17′1″E / 50.80583°N 31.28361°E
科諾什夫卡（烏克蘭語：Коношівка），是烏克蘭北部的村莊，隸屬切爾尼希夫州的尼任區。該村始建於1850年，面積0.16平方公里，海拔高度114米，2006年人口5，人口密度每平方公里30.5人。